# 360-gon
În geometrie, un 360-gon (sau triacosiahexecontagon) este un poligon cu 360 de laturi. Dacă are toate laturile și toate unghiurile egale, el se numește 360-gon regulat. Suma unghiurilor interioare este de 64.440°, iar suma unghiurilor la centru este de 360°. În cazul unui 360-gon regulat, fiecare unghi la centru are 1°. Un 360-gon regulat poate fi construit utilizând numai rigla și compasul.